# FV-4
De FV-4 is een hoofdverkeersweg op het Spaanse eiland Fuerteventura. De weg loopt vanaf de rotonde met de FV-2 naar de plaats Gran Tarajal. 